# H1-Key
H1-Key ([haɪ-kiː]; кор. 하이키, Haiki; стилізується як H1-KEY) — південнокорейський жіночий гурт, сформований та керований Grandline Group (GLG) і Sony Music Entertainment Korea. Гурт складається з чотирьох учасниць: Соі, Рііни, Хвісо та Єль. Сітала залишила гурт 25 травня 2022 року, а Хвісо була представлена як нова учасниця 14 червня 2022 року. Вони дебютували зі своїм першим сингл-альбомом Athletic Girl 5 січня 2022 року.

## Назва
Назва їхнього гурту H1-Key вимовляється та натхненна словом High Key та прагненням до впевненої та здорової краси.

## Кар'єра

### До дебюту
Єл була стажисткою у JYP Entertainment. Рііна раніше була трейні у WM Entertainment. Сітала, донька покійного тайського актора, співака та продюсера Саруньо Вонгкрачанга, колишня стажерка Lionheart Entertainment. Соі була стажувалася у YG Entertainment.
18 листопада 2021 року Naver News повідомили, що Grandline Group (GLG), нещодавно створений суб-лейбл вже неіснуючого хіп-хоп-лейбла Grandline Entertainment (GRDL), планує представити новий жіночий гурт 5 січня 2022 року. 20 листопада 2021 року гурт відкрив свої офіційні акаунти в соціальних мережах.
23 листопада 2021 року Єль було оголошено першою учасницею гурту через кавер-відео на пісню «Bad Habits» Еда Ширана. 26 листопада 2021 року була представлено другу учасницю - Соі. 29 листопада Рііна, колишня учасниця Produce 48, була оголошена третьою учасницею. 30 листопада Сітала була представлена як остання четверта учасниця гурту. Пізніше учасники зробили свій перший виступ у повному складі у танцювальному кавер-відео на пісню «Me So Bad» американської співачки Tinashe.

#### Суперечки навколо Сітали
Коли в листопаді 2021 року GLG оприлюднили тайську учасницю гурту Сіталу, різні шанувальники K-pop у Таїланді закликали її усунути, оскільки її покійний батько був відомим прихильником військової тиранії в країні, яка скинула два демократично обрані цивільні уряди в 2006 і 2014 роках через військовий переворот. У відповідь на негативну реакцію 8 грудня GLG оприлюднила заяву, у якій говориться: «Ми не можемо поставити Сіталу під загрозу за те, що зробив її батько в минулому, оскільки його діяльність перевищувала її зобов’язання. Сітала може бути ввічливою та відданою людиною, чия мета — підвищити національну славу Таїланду. Якщо це не дуже складно, підтримайте її, щоб вона могла щось зробити для своєї країни».

### 2021–2022: дебют ізAthletic Girl, відхід Сітали таRun
21 грудня 2021 року в облікових записах H1-Key у соціальних мережах було оголошено, що вони дебютують із першим сингл-альбомом Athletic Girl із однойменною заголовною піснею. Перед релізом було оголошено, що гурт буде співпрацювати з Sony Music для міжнародного просування.
Реліз альбому відбувся 5 січня 2022 року. Того ж дня вони провели прес-презентацію альбому. H1-Key дебютували на музичному шоу Music Bank 7 січня 2022 року у етері KBS2.
25 травня 2022 року GLG оголосили, що Сітала залишає гурт через особисті обставини .
7 червня було оголошено, що 6 липня квартет випустить свій перший максі-сингл під назвою Run, до якого приєднається нова учасниця Хвісо. 6 грудня 2022 року H1-Key підтвердили своє повернення 5 січня 2023 року, у річницю свого дебюту.

### 2023:Rose Blossom
6 грудня 2022 року було оголошено, що перший мініальбом квартету під назвою Rose Blossom вийде 5 січня 2023 року, у річницю їхнього дебюту.

## Учасниці
| Сценічний псевдонім | Сценічний псевдонім | Сценічний псевдонім | Справжнє ім'я     | Справжнє ім'я       | Справжнє ім'я       | Дата народження           | Позиція у гурті            |
| Українською         | Латиницею           | Хангилем            | Українською       | Латиницею           | Хангилем / тайською | Дата народження           | Позиція у гурті            |
| ------------------- | ------------------- | ------------------- | ----------------- | ------------------- | ------------------- | ------------------------- | -------------------------- |
| Соі                 | Seoi                | 서이                | Лі Єджін          | Lee Yejin           | 이예진              | 12 лютого 2000 (25 років) | Лідерка, вокалістка        |
| Рііна               | Riina               | 리이나              | Лі Синхьон        | Lee Seunghyun       | 이승현              | 21 лютого 2001 (24 роки)  | Вокалістка                 |
| Хвісо               | Hwiseo              | 휘서                | Чо Хвійон         | Jo Hwihyeon         | 조휘현              | 31 липня 2002 (22 роки)   | Вокалістка                 |
| Єль                 | Yel                 | 옐                  | Хан Сінйон        | Han Shinyoung       | 한신영              | 25 грудня 2004 (20 років) | Вокалістка, реперка, макне |
| Колишня учасниця    |                     |                     |                   |                     |                     |                           |                            |
| Сітала              | Sitala              | 시탈라              | Сітала Вонгкрачан | Sitala Wongkrachang | ศีตลา วงศ์กระจ่าง      | 23 квітня 1996 (28 років) | Вокалістка, реперка        |

## Дискографія

### Мініальбоми
| Назва        | Деталі | Пікові позиції у чартах | Продажі                  |
| Назва        | Деталі | KOR                     | Продажі                  |
| ------------ | --- | ----------------------- | ------------------------ |
| Rose Blossom | - Реліз: 5 січня 2023 - Лейбл: GLG, Sony Music - Формат: CD, цифрове завантаження, стриминг Трек-лист 1. «Ring the Alarm» 2. «Rose Blossom» (건물 사이에 피어난 장미) 3. «Crown Jewel» (feat. Tachaya) 4. «You Are My Key» (for M1-Key) 5. «Dream Trip» 6. «Rose Blossom» (건물 사이에 피어난 장미) (instrumental) 7. «Athletic Girl» (2023 Remaster) | 20                      | - Південна Корея: 10,996 |

### Сингл-альбоми
| Назва         | Деталі | Пікові позиції у чартах | Продажі                 |
| Назва         | Деталі | KOR                     | Продажі                 |
| ------------- | --- | ----------------------- | ----------------------- |
| Athletic Girl | - Реліз: 5 січня 2022 - Лейбл: GLG, Sony Music - Формат: CD, цифрове завантаження, стриминг Трек-лист 1. «Athletic Girl» 2. «Athletic Girl» (Peejay Remix) (CD only) 3. «Athletic Girl» (instrumental)                                                                                             | 70                      | Н/Д                     |
| Run           | - Реліз: 6 липня 2022 - Лейбл: GLG, Sony Music - Формат: CD, цифрове завантаження, стриминг Трек-лист 1. «Run» 2. «Catch 'n' Release» 3. «Heart Light» 4. «Run» (instrumental) 5. «Catch 'n' Release» (instrumental) 6. «Heart Light» (instrumental) 7. «H1-KEY Voice Letter for M1-KEY» (CD only) | 47                      | - Південна Корея: 2,077 |

### Сингли
| Назва                                    | Рік  | Пікові позиції у чартах | Альбом       |
| Назва                                    | Рік  | KOR Down.               | Альбом       |
| ---------------------------------------- | ---- | ----------------------- | ------------ |
| «Athletic Girl»                          | 2022 | —                       | Rose Blossom |
| «Run»                                    | 2022 | 136                     | Run          |
| «Rose Blossom» (건물 사이에 피어난 장미) | 2023 | 89                      | Rose Blossom |

## Відеографія

### Музичні відео
| Рік  | Назва           | Режисер(и)                   | Тр-сть | Прим.  |
| ---- | --------------- | ---------------------------- | ------ | ------ |
| 2022 | «Athletic Girl» | (Naive Creative Productions) | 3:45   | [ 25 ] |
| 2022 | «Run»           | Jung Mi-ji (VIA Productions) | 3:44   | [ 26 ] |

## Нагороди та номінації
| Нагорода           | Рік  | Категорія               | Номінант / робота | Результат | Прим.  |
| ------------------ | ---- | ----------------------- | ----------------- | --------- | ------ |
| Seoul Music Awards | 2022 | New Female Artist Award | H1-Key            | Номінація | [ 27 ] |

## Нотатки
1. ↑  Анонсований як перший максі-сингл.